# Neues Konzept für die Produktkonformität in der Europäischen Union
Das neue Konzept (englisch New Approach) für die Produktregulierung und das Gesamtkonzept für die Konformitätsbewertung der Europäischen Union dienen seit 1985 der technischen Harmonisierung der nationalen gesetzlichen Vorschriften für bestimmte Produktgruppen und dem Abbau von Handelshemmnissen innerhalb des  Europäischen Binnenmarktes.
Gemeinsam haben diese einander ergänzenden Konzepte, dass sie das Einschreiten des Staates auf ein unentbehrliches Mindestmaß beschränken und somit der Industrie bei der Erfüllung ihrer Verpflichtungen gegenüber der Öffentlichkeit einen größtmöglichen Handlungsspielraum gewähren um den technischen Fortschritt zu fördern. Maßstab für die Strenge der geforderten Maßnahmen ist das Risikopotential der betroffenen Produkte.
Seit 1987 sind nach und nach über 25 Richtlinien in Kraft getreten, die auf dem neuen Konzept und dem Gesamtkonzept beruhen. Grundsätzlich unterscheidet man Produkte, für die eine CE-Kennzeichnung oder ein anderes Konformitätszeichen erforderlich ist, sowie Produkte, an denen kein Konformitätszeichen angebracht werden darf.
Nach über 20 Jahren wurde der New Approach überarbeitet und aktualisiert; hierzu wurde 2008 das sogenannte New Legislative Framework (NLF) beschlossen. Es trat Januar 2010 in Kraft.
Ein Leitfaden für die Umsetzung der nach dem Neuen Konzept verfassten Richtlinien ist der so genannte „Blue Guide“ der Europäischen Kommission. Die aktuelle Ausgabe berücksichtigt auch die Änderungen / Ergänzungen durch das New Legislative Framework.

## Regulatorische Grundlagen

### Neues Konzept
Das Neue Konzept wurde entwickelt, um das Regelungssystem der EU zu vereinfachen und zu vereinheitlichen. Es fußt auf folgenden Rechtsakten des Rates:
- die Entschließung vom 7. Mai 1985 über eine neue Konzeption auf dem Gebiet der technischen Harmonisierung und der Normung,[4]
- die Entschließung vom 21. Dezember 1989 zu einem Gesamtkonzept für die Konformitätsbewertung,[5]
- der Beschluss vom 22. Juli 1993 (93/465/EWG) über die in den technischen Harmonisierungsrichtlinien zu verwendenden Module für die verschiedenen Phasen der Konformitätsbewertungsverfahren und die Regeln für die Anbringung und Verwendung der CE-Konformitätskennzeichnung,[6]
- die Entschließung vom 28. Oktober 1999 zur Funktion der Normung in Europa[7] und
- den Schlussfolgerungen vom 1. März 2002 zum Thema Normung.[8]

Das neue Konzept, insbesondere dessen Umsetzung, soll gemäß einem Ratsbeschluss der europäischen Kommission vom 10. November 2003 weiter verbessert werden.
Die Grundsätze des Neuen Konzepts gelten im Wesentlichen auch weiterhin.
Hauptelemente des neuen Konzepts
Die Richtlinien des neuen Konzepts beruhen auf folgenden Prinzipien:
- Die Harmonisierung beschränkt sich auf die Festlegung der sogenannten wesentlichen Anforderungen. Nur diese sind verbindlich;
- Nur Produkte, die den wesentlichen Anforderungen entsprechen, können in den Verkehr gebracht oder in Betrieb genommen werden;
- Bei der vollständigen Anwendung von harmonisierten Normen, deren Fundstellen im Amtsblatt veröffentlicht und die in nationale Normen umgesetzt worden sind, ist die Übereinstimmung mit den korrespondierenden wesentlichen Anforderungen anzunehmen („Konformitätsvermutung“);
- Die Anwendung harmonisierter Normen oder anderer technischer Spezifikationen bleibt jedoch freiwillig, und den Herstellern steht die Wahl jeder technischen Lösung frei, mit der sie die Konformität mit den wesentlichen Anforderungen erfüllen wollen. Technischer Maßstab für Behörden bleiben jedoch immer die harmonisierten Normen;
- Hersteller haben in der Regel die Wahl zwischen verschiedenen Konformitätsbewertungsverfahren, die in den jeweiligen anwendbaren Richtlinien vorgegeben sind (je nach Risikopotential des Produktes).

### Das New Legislative Framework
In Ergänzung und Erweiterung des neuen Konzepts wurde 2008 das New Legislative Framework („neuer gesetzlicher Rahmen“) verabschiedet. Es besteht aus
- Verordnung (EG) Nr. 765/2008 zur Festlegung der Anforderungen an die Akkreditierung von Konformitätsbewertungsstellen und Marktüberwachung von Produkten. Diese Verordnung richtet sich an die Mitgliedsstaaten und gilt unmittelbar.
- Beschluss Nr. 768/2008/EG über einen gemeinsamen Rahmen für die Vermarktung von Produkten, der Referenzbestimmungen enthält, die bei jeder Überarbeitung der Produktgesetzgebung einzubeziehen sind. Er ist eine Vorlage für künftige Produktharmonisierungsvorschriften und richtet sich damit an die Kommission selbst.
- Verordnung (EG) Nr. 764/2008 zur Festlegung von Verfahren im Zusammenhang mit der Anwendung bestimmter nationaler technischer Vorschriften für Produkte, die in einem anderen EU-Land rechtmäßig in Verkehr gebracht werden. Aufgehoben durch Verordnung (EU) 2019/515.[9]

Von besonderer Bedeutung für die Ausgestaltung der Produkt-Richtlinien ist der Beschluss 768/2008. Er vereinheitlicht, konkretisiert und erweitert die Vorgaben des Neuen Konzepts, die in den Richtlinien umgesetzt werden müssen:
- Vereinheitlichung von Begriffsdefinitionen;
- zusätzliche Vorgaben für Hersteller z. B.:
  - Risikoanalyse jetzt bei allen Richtlinien;
  - Marktbeobachtungspflicht; risikoabhängig Marktstichproben durchführen, Rückrufmanagement einrichten;
  - unverzügliche Korrekturmaßnahmen, einschl. Rücknahme od. Rückruf, bei begründetem Verdacht auf Konformitätsmängel;
  - bei Gefahren: Meldepflicht und Zusammenarbeit mit den zuständigen Behörden;
- Einführung der sogenannten „Wirtschaftsakteure“: das sind neben den bereits behandelten Herstellern, Bevollmächtigten des Herstellers und Importeure jetzt zusätzlich Händler und
- alle Wirtschaftsakteure werden mit zusätzlichen administrativen Auflagen belegt. Diese Anforderungen gelten über das Datum des Inverkehrbringens hinaus.

## Prinzipien der Richtlinien

### Inverkehrbringen
Inverkehrbringen bezeichnet die erstmalige entgeltliche oder unentgeltliche Bereitstellung eines Produktes auf dem Gemeinschaftsmarkt der für den Vertrieb oder die Benutzung im Gebiet der Gemeinschaft im Rahmen einer Geschäftstätigkeit. Zu diesem Zeitpunkt muss ein betroffenes Produkt die zutreffenden Richtlinie(n) einhalten.
Wird ein Produkt erstmals auf dem Gemeinschaftsmarkt in Verkehr gebracht oder in Betrieb genommen, muss es allen auf das Produkt zutreffenden EG-Richtlinien entsprechen.
Die Mitgliedstaaten müssen durch entsprechende Marktüberwachungsmaßnahmen gewährleisten, dass nur konforme Produkte in den Verkehr gebracht und in Betrieb genommen werden.

### Wesentliche Anforderungen
Die „wesentlichen Anforderungen“ werden in den Anhängen zu den Richtlinien festgelegt. Diese Anforderungen betreffen den Schutz der Gesundheit und Sicherheit der Benutzer (in der Regel Verbraucher und Arbeitnehmer), es kann aber auch andere wesentliche Anforderungen geben (zum Beispiel den Schutz des Eigentums, knapper Ressourcen oder der Umwelt). Produkte dürfen nur in den Verkehr gebracht und in Betrieb genommen werden, wenn sie die wesentlichen Anforderungen erfüllen.

### CE-Kennzeichnung
Die CE-Kennzeichnung darf nur an Produkten angebracht sein, für welche die anwendbaren Richtlinien diese Kennzeichnung vorsehen. Die CE-Kennzeichnung zeigt dann an, dass das Produkt die wesentlichen Anforderungen aller anwendbaren Richtlinien erfüllt und einem in den Richtlinien vorgesehenen Konformitätsbewertungsverfahren unterzogen wurde.

### Produkte ohne CE-Kennzeichnung
Für die folgenden Produktgruppen gibt es europäische Richtlinien nach den Grundsätzen des neuen Konzepts oder des Gesamtkonzepts, nach denen keine CE-Kennzeichnung vorgesehen ist oder andere Konformitätszeichen angebracht werden müssen:
- Verpackungen und Verpackungsabfälle (Richtlinie 94/62/EG[10]), Richtlinie 94/62/EG wird ab dem 12. August 2026 durch Verordnung (EU) 2025/40 aufgehoben und ersetzt. Damit wird aus der EU-Richtlinie eine EU-Verordnung.[11]
- Hochgeschwindigkeitsbahnsystem (Richtlinie 96/48/EG[12]),
- Schiffsausrüstung (Richtlinie 96/98/EG[13]); Konformitätszeichen: Ruderrad
- Interoperabilität des Eisenbahnsystems in der Gemeinschaft (Richtlinie 2008/57/EG[14]).
- Komponenten zur bestimmungsgemäßen Verwendung in explosionsgefährdeten Bereichen (Richtlinie 94/9/EG,[15] ersetzt durch die ATEX-Richtlinie)

Produkte, die keinen Europäischen Richtlinien unterliegen  unterliegen der jeweiligen nationalen Gesetzgebung des Landes, in dem sie in Verkehr gebracht werden. Für diese Produkte ist innerhalb des Europäischen Wirtschaftsraumes die Verordnung (EG) 764/2008 (siehe oben) anzuwenden. Diese Produkte dürfen keine CE-Kennzeichnung tragen.

## EU-/EG-Richtlinien und -Verordnungen

### Richtlinien und Verordnungen mit CE-Kennzeichnung
Für folgende Produkte ist eine CE-Kennzeichnung nach den entsprechenden Richtlinien vorgesehen:
- Elektrische Betriebsmittel, zur Verwendung in den Niederspannungsbereichen AC 50-1000 V bzw. DC 75-1500 V (Richtlinie 2014/35/EU (Niederspannungsrichtlinie))
- Spielzeug (Richtlinie 2009/48/EG)
- Bauprodukte (Richtlinie 89/106/EWG, CPD, wurde 2011 ersetzt durch die Verordnung (EU) Nr. 305/2011 Bauprodukteverordnung)
- Persönliche Schutzausrüstungen (Verordnung (EU) 2016/425)
- Aktive implantierbare medizinische Geräte (Richtlinie 90/385/EWG, AIMD, wurde ab 26. Mai 2020 ersetzt durch die Verordnung (EU) 2017/745 über Medizinprodukte)
- Funkanlagen und Telekommunikationsendeinrichtungen (Richtlinie 99/5/EG, R&TTE, wurde ersetzt durch die Funkanlagen-Richtlinie)
- Gasverbrauchseinrichtungen (Richtlinie 90/396/EWG, GAD), aufgehoben durch Richtlinie 2009/142/EG, die wiederum durch Verordnung (EU) 2016/426 aufgehoben wurde
- Mit flüssigen oder gasförmigen Brennstoffen beschickte neue Warmwasserheizkessel (Richtlinie 92/42/EWG)
- Medizinprodukte (Richtlinie 93/42/EWG; kurz Medizinprodukterichtlinie, Abk. MDD → wurde ab 26. Mai 2020 ersetzt durch die Verordnung (EU) 2017/745 über Medizinprodukte)
- Maschinen (Richtlinie 2006/42/EG, kurz Maschinenrichtlinie); wird mit Wirkung vom 20. Januar 2027 aufgehoben durch Richtlinie 2006/42/EG (Maschinenrichtlinie);
- In-vitro-Diagnostika (Richtlinie 98/79/EG, kurz IVD-Richtlinie IVDD); aufgehoben durch Verordnung (EU) 2017/746 über In-vitro-Diagnostika
- Seilbahnen für den Personenverkehr (Richtlinie 2000/9/EG über Seilbahnen für den Personenverkehr)
- Sportboote (Richtlinie 2013/53/EU - siehe auch: CE-Seetauglichkeitseinstufung)
- Explosivstoffe für zivile Zwecke (Richtlinie 2014/28/EU)
- Einfache Druckbehälter (Richtlinie 2014/29/EU über einfache Druckbehälter)
- Elektromagnetische Verträglichkeit von Elektro- und Elektronikprodukten (Richtlinie 2014/30/EU)
- Nichtselbsttätige Waagen (Richtlinie 2014/31/EU über nichtselbsttätige Waagen, NAWI)
- Messgeräte (Richtlinie 2014/32/EU (Messgeräterichtlinie))
- Aufzüge (Richtlinie 2014/33/EU über Aufzüge und Sicherheitsbauteile für Aufzüge)
- Geräte und Schutzsysteme zur bestimmungsgemäßen Verwendung in explosionsgefährdeten Bereichen (Richtlinie 2014/34/EU, ATEX),
- Druckgeräte (Richtlinie 2014/68/EU über Druckgeräte)
- Verwendung bestimmter gefährlicher Stoffe in Elektro- und Elektronikgeräten (Richtlinie 2011/65/EU RoHS-Richtlinie)
- Systeme künstlicher Intelligenz und bestimmte Modelle künstlicher Intelligenz - Verordnung über künstliche Intelligenz[16]

### Weitere Richtlinien
Es gibt noch weitere Richtlinien nach den Grundsätzen des neuen Konzepts oder des Gesamtkonzepts:
- Elektrische Haushaltskühl- und -gefriergeräte (Richtlinie 96/57/EG[17]),
- Ortsbewegliche Druckgeräte (Richtlinie 2010/35/EU[18]), PI-Kennzeichnung erforderlich
- Umweltbelastende Geräuschemissionen von zur Verwendung im Freien vorgesehenen Geräten und Maschinen (Richtlinie 2000/14/EG;[19] kurz: Outdoorrichtlinie)
- Energieeffizienzanforderungen an Vorschaltgeräte für Leuchtstofflampen (Richtlinie 2000/55/EG,[20] ersetzt durch Verordnung (EG) Nr. 245/2009[21])

### Sonstige Richtlinien
Folgende Richtlinien, Verordnungen und Beschlüsse der Kommission stehen in Zusammenhang mit dem neuen Konzept oder dem Gesamtkonzept:
- Nahtlose Stahlflaschen (Richtlinie 84/525/EWG[22]), ersetzt durch Ortsbewegliche Druckgeräte (Richtlinie 2010/35/EU)[23]
- Nahtlose Aluminiumflaschen (Richtlinie 84/526/EWG[24]), ersetzt durch Ortsbewegliche Druckgeräte (Richtlinie 2010/35/EU)[23]
- Geschweißte Stahlflaschen (Richtlinie 84/527/EWG[25]), ersetzt durch Ortsbewegliche Druckgeräte (Richtlinie 2010/35/EU)[23]
- Haftung für fehlerhafte Produkte( Richtlinie 85/374/EWG[26] und Richtlinie 99/35/EG[27]), ersetzt im Oktober 2024 durch Richtlinie (EU) 2024/2853[28] umzusetzen bis Ende 2026
- Richtlinie 2001/95/EG über die allgemeine Produktsicherheit für Verbraucherprodukte, ersetzt im Mai 2023 durch Verordnung (EU) 2023/988 des Europäischen Parlaments und des Rates vom 10. Mai 2023 über die allgemeine Produktsicherheit